# Gai Plauci Venox
Gai Plauci Venox (o també Gai Plauci Vennox, llatí Caius Plautius Venox) va ser un magistrat romà del segle iv aC. Formava part de la gens Plàucia, una gens romana d'origen plebeu.
Va ser censor l'any 312 aC amb Appi Claudi Cec i al cap de 18 mesos va plegar del càrrec d'acord amb la Lex Aemilia de censoribus que limitava la durada de la censura a aquest termini, però Claudi Cec no va voler renunciar i va completar el camí conegut finalment com a via Àpia, i l'aqüeducte anomenat Aqua Appia. Sext Juli Frontí diu que va obtenir el nom de Venox per haver descobert les fonts o vetes d'aigua (llatí venas) de les que s'abastia l'aqüeducte, però aquesta explicació és considerada poc segura. Podria ser una variant de Vennó, un cognomen utilitzat per la gens Plàucia.